# Juan de Uzeta
Juan de Uzeta (Baza, Granada, 1697 - Lorca, Murcia, 1779) fue un escultor barroco español.

## Obra
Su aproximación al oficio escultórico se produjo sin duda durante su adolescencia. Pero será su matrimonio en Lorca con Jacinta Caballero, hija del retablista Jerónimo Caballero, en 1721 el elemento que impulse definitivamente su carrera artística, en una endogamia muy característica en los gremios artesanos de la España de la época. La mayor parte de su obra conocida se reparte por las ciudades de Lorca, Huéscar y Totana.
. Relieve de Elios y Croca  en la antigua casa del corregidor .
La obra de Juan de Uzeta. Enlace a un pdf

## Fuente Juan de Uzeta
Situada en la Plaza de la Constitución, rodeada de edificios de gran valor artístico, como el Ayuntamiento, la Iglesia de Santiago Apóstol o la Casa de Contribuciones, la fuente de Juan de Uzeta fue construida en el siglo XVIII.
Es una obra barroca del siglo XVIII, única en la región. A lo largo de la Historia Totana ha estado dividida en dos barrios: el de Sevilla y el de Triana; al barrio de Sevilla no llegaba agua y para paliar el problema, el Concejo acordó "conducir el agua de la fuente de la Carrasca hasta la plaza de la villa" (1750). Se construyó para ello esta fuente barroca, según diseño del escultor granadino afincado en Lorca y que le da nombre. Se siguió para ello la traza del artista local, Silvestre Martínez.
Realizada en mármol y jaspe negro y rojo, la Fuente de Juan de Uzeta es una joya arquitectónica y monumental de la cual sólo Totana puede disfrutar, ya que es única en su estilo dentro de la Región de Murcia.
Son muchas las fuentes barrocas que figuran en ciudades y centros capitalinos ya que durante este período artístico formaban parte de la delineación de los centros urbanos, verdaderos exponentes del poder político expresado en las monarquías absolutistas. La fuente de Uzeta forma parte no solo de una serie de elementos estilísticos de gran valor artístico sino también de toda una memoria histórica. La fuente consta de tres cuerpos. El primero, levantado sobre una base hexagonal, da acceso a 18 caños repartidos entre sus 6 lados. El segundo, mucho más dinámico y bulboso, sirve de base a la taza que recibe el agua que mana de la boca de los rostros aterrados de 3 mascarones leonados y 3 angelotes, que decoran la pirámide hexagonal del tercer cuerpo. Queda rematada la obra por un medallón en el que aparece el escudo de la ciudad; sobre él queda enclavada la cruz de Santiago.